# Кирчево
Кирчево (болг. Кирчево) — село в Болгарии. Находится в Ловечской области, входит в общину Угырчин. Население составляет 1 279 человек.

## Политическая ситуация
В местном кметстве Кирчево, в состав которого входит Кирчево, должность кмета (старосты) исполняет Орфей Юриев Александров (Движение за права и свободы (ДПС)) по результатам выборов правления кметства.
Кмет (мэр) общины Угырчин — Валентин Стайков Вылчев (независимый) по результатам выборов в правление общины.